# Hotzen
Ein Hotzen oder Hotzentuch war im Mittelalter in Südwestdeutschland und in der Schweiz ein raues Wolltuch.
Im 19. Jahrhundert bezeichneten Hotzen in Südbaden die weite gefältelte Pluderhose ohne Träger. In der gleichen Zeit verstand man unter Hotz im Berner Oberhasli und im Wallis «die geringsten der noch als Gespinst verwendeten Abfälle des Flachses.»
Überdies ist Hotzen die Pluralform von Hotz, dem Bewohner des Hotzenwaldes. Der Hotzenwald hat seinen Namen vermutlich von der Hose des Hauensteiner Bauern erhalten.

## Geschichte
Aus dem Jahre 1430 ist ein Hotzenmacher aus Schaffhausen in der Schweiz überliefert. Der Hotzen wird als ruw graw tuch (raues graues Tuch) beschrieben und zwischen 1496 und 1516 oft als Handelsware aus Schaffhausen erwähnt. Der Bischof von Basel erwarb es 1468 und 1469 für sein Hofgesinde in den Farben braun und schwarz. 1442 und 1480 wird der Hotzen in der Festlegung der Schaffhauser Zolltarife genannt. 1476 erscheinen hotzenrock und hotzentuoch in einem Berner beziehungsweise Luzerner Rodel als Beute aus der Schlacht bei Grandson.
Der Handelsweg, der Schaffhausen und Basel damals verband, führte über den Klettgau und die Brücken in Rheinheim/Zurzach, Klein-Laufenburg/Laufenburg und Säckingen/Stein nach Basel. Aus Zurzach, wo die damals bedeutenden Zurzacher Messen stattfanden, ist 1470 auch der Verkauf von brurznen hoitzen belegt.

## Eigenschaften
Der Hotzen wurde, wie die Urkunden belegen, aus Wolle gefertigt und konnte grau, braun und schwarz sein. Der Begriff Tuch, der im Zusammenhang mit dem Begriff Hotzen verwendet wird, lässt auf ein Gewebe schließen, das wahrscheinlich noch gewalkt wurde. Nach dem Schwäbischen Wörterbuch war es «ein Stoff, zu dem flämisch Garn verwendet wurde».